# Igreja de Nossa Senhora das Sete Dores
Santa Maria dei Sette Dolori ou Igreja de Nossa Senhora das Sete Dores é uma igreja de Roma, Itália, localizada no rione Trastevere , na via Garibaldi. É dedicada às Sete dores de Maria e uma igreja anexa da paróquia de Santa Dorotea.

## História
Situada no sopé do Janículo, esta igreja era anexa de um mosteiro sui iuris das "Oblatas Agostinianas", fundado em torno de 1640 por Camilla Virginia Savelli Farnese, duquesa de Latera, aconselhada por sua prima, Giacinta Marescotti. Este mosteiro tinha como finalidade permitir uma vida religiosa às jovens de famílias nobres, mas de saúde fraca: para isto, estas oblatas seguiam uma regra abrandada, aprovada pelo papa Alexandre VII em 16 de junho de 1663.
As oblatas mantinham um educandário destinada aos filhos de nobres empobrecidos; as irmãs se dedicavam à preparação das crianças para a primeira comunhão e, em 1951, abriram uma creche para as crianças do Trastevere.
O edifício foi projeto por Francesco Borromini, que precisou interromper as obras em 1655, por falta de fundos. A fachada do complexo, de tijolos e ainda incompleta, é uma articulação de linhas côncavas e convexas. O corpo da igreja, que segue um eixo paralelo ao da fachada, ocupa a metade esquerda. O portal dá acesso a um vestíbulo de planta central de linhas mistas inspirado em alguns ambientes da Villa Adriana em Tivoli. Já a igreja tem uma planta retangular com cantos arredondados, com duas pequenas reentrâncias semi-elípticas no meio formando uma espécie de transepto de proporções diminutas; de particular interesse é o altar-mor, encimado por duas volutas. No interior está uma peça-de-altar de "Santo Agostinho e o mistério da Santíssima Trindade", obra juvenil de Carlo Maratta, e, no convento, está uma tela de Marco Benefial.
Com um decreto em 11 de outubro de 1969, a Congregação pelos Religiosos fundiu a comunida das oblatas agostinianas de Santa Maria dei Sette Dolori com o instituto das Irmãs Oblatas de Santo Bambino Gesù.
Uma parte do mosteiro, hoje propriedade privada, foi transformado em um hotel.

## Refúgio de judeus durante o Holocausto
O mosteiro das oblatas agostinianas foi um dos principais locais de refúgio da comunidade judaica de Roma durante a ocupação nazista. As irmãs salvaram 103 pessoas na época.

## Galeria

Imagens da igreja
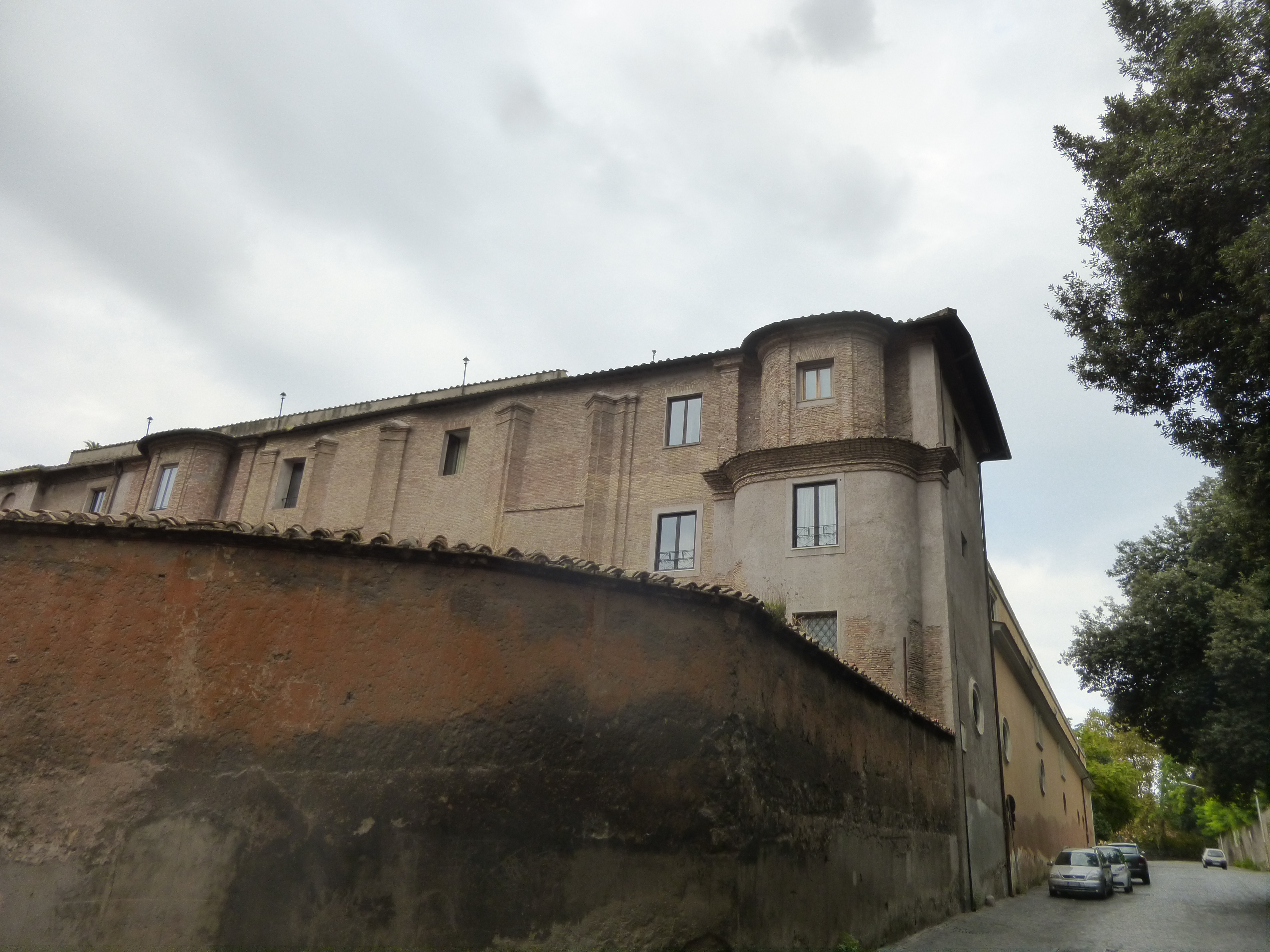
Vista da igreja a partir da via Garibaldi.
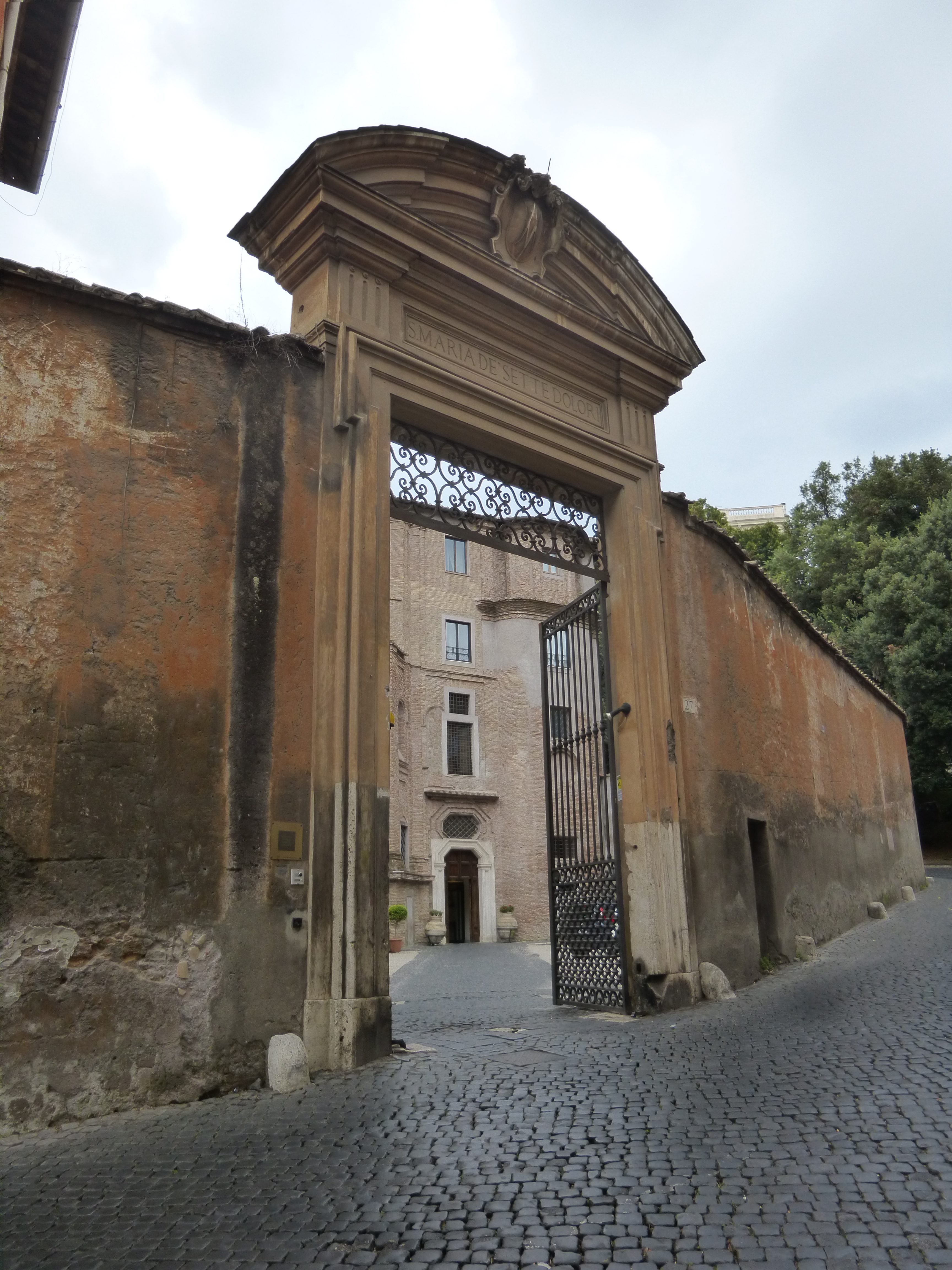
Portal de entrada do complexo.
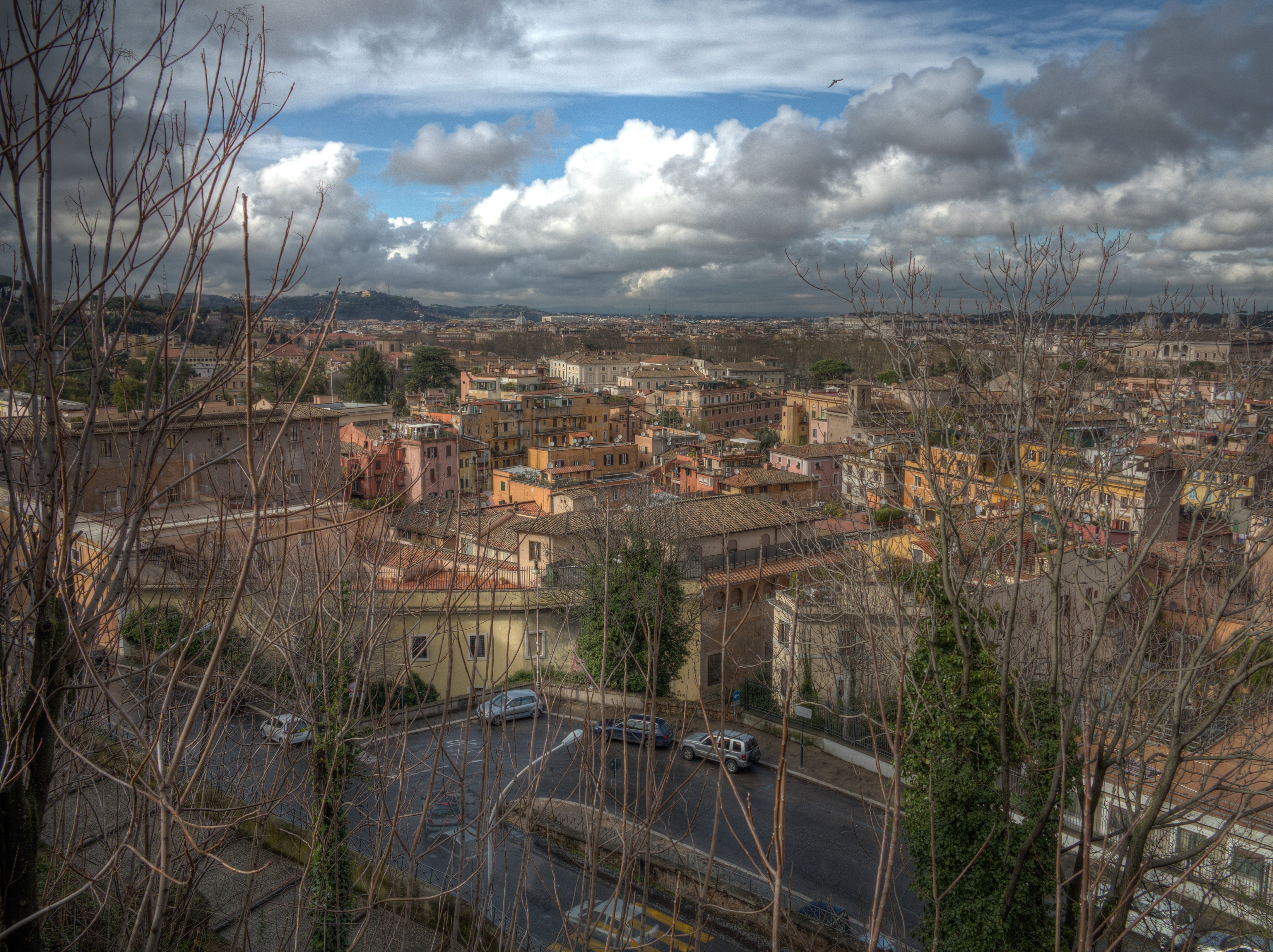
Vista do complexo a partir do Janículo (canto inferior esquerdo).